# Ада Кок
Ада Кок (нід. Ada Kok, 6 червня 1947) — нідерландська плавчиня.
Олімпійська чемпіонка 1968 року, призерка 1964 року.
Чемпіонка Європи з водних видів спорту 1962, 1966 років.